# فعلل (تصريف)

أقسام الوزن في اللغة العربية

فعلَّل هو وزن خماسي غير مزيد، والأوزان الخماسية غير المزيدة لا تقع إلا في الأسماء، ولوزنها، تُزاد لامين في آخر الميزان: فَعَلَّل.

## أمثلة
1. سَفـَرْجَل
2. زَبَرْجَد
3. غـَضَنْفـَر[1]

## ما يُلحق بـ(فَعلَّل)
يُلحق بـ(فَعلَّل) أربعة أوزان:
1. (فَعلَلِل) كقولنا (جَحْمَرِش).[1]
2. (فِعْلَلّ) كقولنا (قِرْطَعْب، جِرْدَحْل، حنزقر)
3. (فُعَلِّل) كقولنا (خُزَعْبِلَ، خُبَعْثِن، قُذَعْمِل)
4. (فُعْلَلِل) كقولنا (هندلع).

وهم مثل (فَعَلَّل) لا يقعون إلا أسماءً أو صفاتًا.

## المجرد والمزيد
يُشكل الوزن (فعلَل) المجرد الرباعي الوحيد، ويشكل الوزن (فَعَلَ) المجرد الثلاثي الوحيد، وما سواهما يكون مزيدًا ثلاثيًّا ورباعيًّا، بينما يُشكِّل فَعَلَّل المجرد الخماسي الوحيد، ولكنه لا يقع إلا في الأسماء.